# Moe Hashim
Mohammed Hashim, detto Moe (...), è un attore britannico di origini yemenite, noto per i ruoli di Moe Bymbercatch in Ted Lasso e Kwame in Those About to Die.

## Filmografia
- Ted Lasso - serie TV, 24 episodi (2021-2023)
- Those About to Die, regia di Roland Emmerich e Marco Kreuzpaintner – miniserie TV, 10 episodi (2024)

## Doppiatori italiani
Nelle versioni in italiano delle opere in cui ha recitato, Moe Hashim è stato doppiato da:
- Stefano Broccoletti in Those About to Die